# Marianne Williamson
Marianne Deborah Williamson (8 de julio de 1952) es una escritora, conferenciante y activista estadounidense. Ha escrito 13 libros, incluyendo cuatro bestsellers número uno del New York Times en la categoría "Consejería, Aprende Cómo y Miscelánea". Es la fundadora del Proyecto Angel Food, un programa voluntario de entrega de alimentos, dirigido a personas confinadas en sus hogares que viven con VIH u otras enfermedades terminales. Es también cofundadora de The Peace Alliance, una organización de base y sin fines de lucro sobre educación e incidencia que respalda proyectos de construcción de paz.
En 2014, Williamson postuló sin éxito como independiente para representar al 33.º distrito congresional de California en la Cámara de Representantes de los Estados Unidos. 
El 29 de enero de 2019 anunció su campaña para buscar la nominación demócrata para la elección presidencial de los Estados Unidos de 2020.

## Primeros años y educación
Williamson nació en Houston, Texas, en 1952. Es la más joven de tres niños de Samuel "Sam" Williamson, un abogado de inmigración, y Sophie Ann (Kaplan), una dueña de casa. Su familia es judía. Después de graduarse de secundaria Bellaire de Houston, Williamson pasó dos años estudiando teatro y filosofía en la Universidad de Pomona en Claremont, California.

## Carrera

### Conferencista y escritora
Williamson dejó la universidad en su primer año y se mudó a Nueva York.
En 1979, después de estudiar Un Curso de Milagros, regresa a Houston, donde dirige una combinación de cafetería y librería sobre asuntos metafísicos.
En 1983 se muda a Los Ángeles. Empieza a dar clases regularmente de Un Curso de Milagros en Los Ángeles y Nueva York, y finalmente en otras ciudades en los EE. UU. y Europa.
Publica su primer libro, Volver al Amor: Reflexiones en los Principios de Un Curso de Milagros, en 1992.

### Libros
El primer libro de Williamson, Volver al Amor fue presentado en El Show de Oprah Winfrey en 1992 y permaneció en la lista de superventas del The New York Times durante 39 semanas. Ha publicado otros 12 up libros, 7 de los cuales han estado en la lista de superventas del New York Times y los otros 4 han sido número uno. Ha vendido más de 3 millones de copias de sus libros. En 2018,  publicó una edición de 20.º aniversario revisada de Curando el Alma de América.

#### Curando el Alma de América
En 1997, Williamson publicó su libro Curando el alma de América (originalmente se titulaba La Curación de América) comenzando un compromiso político más robusto. En este libro, ella presenta los planes para "transformar la consciencia política americana y animar un involucramiento más potente de los ciudadanos para curar nuestra sociedad".

Escribió en el libro, 
Es una tarea de nuestra generación la recreación de la politeia americana, el despertar desde nuestra cultura de distracción y re-comprometerse con el proceso de democracia con alma y esperanza. Sí, vemos que hay problemas en el mundo. Pero creemos en una fuerza universal que, cuando es activada por el corazón humano, tiene el poder de hacer todas las cosas bien. Tal es la autoridad divina del amor: renovar el corazón, renovar las naciones, y finalmente, renovar el mundo.
Patricia Holt de la Crónica de San Francisco llamó al libro "Una enorme y maravillosa sorpresa.... La Curación de América de alguna manera nos deja orgullosos de ser Americanos, porque cada esperanza para la democracia parece nuevamente a nuestro alcance."
Una edición de 20.º aniversario fue publicado en 2018.

#### Televisión y apariciones en medios de comunicación
Ha sido invitada en programas televisivos como El Show de Oprah Winfrey, Buenos Días América, y Tiempo Real con Bill Maher. En diciembre de 2006, una encuesta de la revista Newsweek la nombró una de las 50 baby boomers más influyentes. Basa sus enseñanzas y sus escritos en Un Curso de  Milagros, un programa de auto-estudio no religioso de psicoterapia espiritual, basado en temas espirituales universales.

### Activismo social

#### Centros para la Vida
En respuesta a las crisis del VIH/SIDA en la década de 1980, Williamson fundó los Centros para la Vida de Los Ángeles y Manhattan, que sirvieron como refugio y apoyo no médico para personas con VIH/SIDA. Allí podrían conectarse con una variedad de recursos psicológicos y emocionales, así como con comunidades de apoyo. Ella ha dicho de esa época que "había mucho amor, porque no había nada a lo que aferrarse sino amor".

#### Proyecto Angel Food
En 1989, lanzó el Proyecto Angel Food para iniciar la construcción del trabajo de los Centros para la Vida. Originalmente lanzado para apoyar pacientes con VIH/SIDA, el Proyecto Angel Food expandió su alcance y actualmente cocina y entrega más de 12.000 comidas cada semana, sin costo, a las casas de hombres, mujeres y niños afectados por varias enfermedades amenazantes de la vida. Los servicios de alimentación y nutrición de la organización, incluyendo comidas medicinalmente diseñadas y consejo nutricional, ayudan a personas de bajos recursos a través del Condado de Los Ángeles que están demasiado enfermas para comprar o cocinar para ellos mismas. En 2017, el Proyecto Angel Food sirvió su 11 millonésima comida.

#### Defensa de la mujer
Ha trabajado por el empoderamiento de las mujeres durante décadas. En 1993, publicó su superventas n.º 1 del New York Times, A Woman's Worth. Publishers Weekly dijo sobre el libro: "Williamson da consejos sólidos y poderosos sobre relaciones, trabajo, amor, sexo y crianza de los hijos".
En 2010, lanzó una serie de conferencias, entrenamientos y eventos de Hermana Gigante para apoyar a las personas, especialmente a las mujeres, que desean aumentar su eficacia como activistas y/o postularse para un cargo. Sobre la iniciativa, ella dijo: "Quiero ser una animadora para las mujeres que nunca han considerado postularse para un cargo o participar en una campaña, pero que en la tranquilidad de sus corazones podrían pensar: '¿Por qué no yo?'". Los eventos se han centrado en cómo abordar mejor muchos problemas sociales, entre ellos: la pobreza infantil, los bajos niveles de representación femenina en los cargos, la reforma de la financiación de campañas, los altos niveles de encarcelación en masa, entre otros temas.

#### Construcción de paz
En 2004, fue cofundadora de la Alianza de la Paz, una organización de apoyo y educación de base sin fines de lucro centrada en aumentar el apoyo del gobierno de EE. UU. a los enfoques de consolidación de la paz para los conflictos nacionales e internacionales. Ella ha dicho sobre la necesidad de este trabajo: "No espere hasta que haya una erupción violenta y luego intente enviar a la gente a la cárcel o espere hasta que haya una erupción violenta y luego intente bombardear todo un país, hay un límite más allá del cual esto no es viable. Más bien, busque de forma proactiva cultivar las condiciones de paz... para que podamos tener un análisis mucho más sofisticado de lo que se necesitará para crear un mundo más pacífico".

#### Mitigación de la pobreza
Durante años, Williamson fue miembro de la Junta Directiva y sigue siendo un partidario público de RESULTS, una organización que busca crear la voluntad política para acabar con el hambre y la pobreza en todo el mundo. Presiona a los funcionarios públicos, investiga y trabaja con los medios de comunicación y el público para abordar los problemas causales de la pobreza. RESULTADOS tiene 100 capítulos locales de EE. UU. y trabaja en otros seis países.

#### Love America Tour
Comenzando en el invierno de 2018, comenzó a recorrer los Estados Unidos como parte de su gira Love America, discutiendo cómo cree que "una revolución en la conciencia allana el camino hacia la renovación tanto personal como nacional". De la gira, dijo: "Nuestra propia desconexión con el proceso político, la falta de conocimiento de cómo funciona nuestro sistema, la falta de comprensión de nuestra historia y la confusión sobre muchos de los problemas que enfrentamos ahora, han llevado en demasiados casos a una peligrosa desconexión emocional entre nuestro país y nosotros mismos ".

### Candidatura política

#### Campaña para la Cámara de Representantes de los Estados Unidos 2014

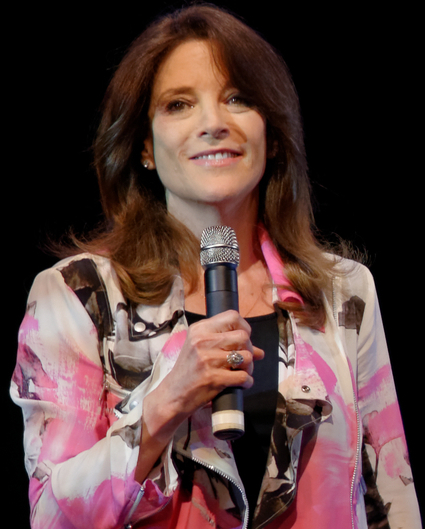
Williamson haciendo campaña en 2014

En 2014, Williamson se postuló, como Independiente, para la sede del distrito 33 del Congreso de California en las elecciones de la Cámara de Representantes de los Estados Unidos. Respecto a su motivación para competir, dijo: "Estados Unidos se ha salido de los rieles democráticos. Una mezcla tóxica de disminución de las libertades civiles y expansión de la influencia corporativa están envenenando nuestra democracia". Su mensaje central fue que "los valores humanitarios deberían reemplazar los valores económicos como el principio de ordenación de nuestra civilización".
Destacados funcionarios públicos y electos respaldaron su campaña, incluidos los exgobernadores Jennifer Granholm y Jesse Ventura; los ex congresistas Dennis Kucinich y Alan Grayson; y Van Jones, entre otros. Alanis Morissette escribió e interpretó la canción de la campaña de Williamson, "Today".
Ella hizo campaña en una amplia gama de temas progresistas, que incluyen: un mayor acceso a la educación de alta calidad y la universidad gratuita; pobreza infantil; justicia económica, cambio climático y energías renovables; reforma de la financiación de campañas; atención universal de salud; reforma de la justicia penal; poner fin a la guerra permanente y aumentar las inversiones en la consolidación de la paz; derechos reproductivos de las mujeres; y la igualdad LGBT, entre otros.
Terminó en cuarto lugar entre 16 candidatos, con 14,335 votos para obtener el 13.2% de las votaciones. Williamson dijo sobre el proceso y su resultado: "Esta conversación de una política de conciencia, una política del corazón, es mucho más grande que cualquier mujer que gane un escaño en el Congreso. Y si esa mujer pierde, la conversación continúa. Mi pérdida de la sede del Congreso es pequeña; lo que es grande es la conversación más amplia... impacta a los éteres, y esa energía va a alguna parte ".

#### Campaña presidencial 2020

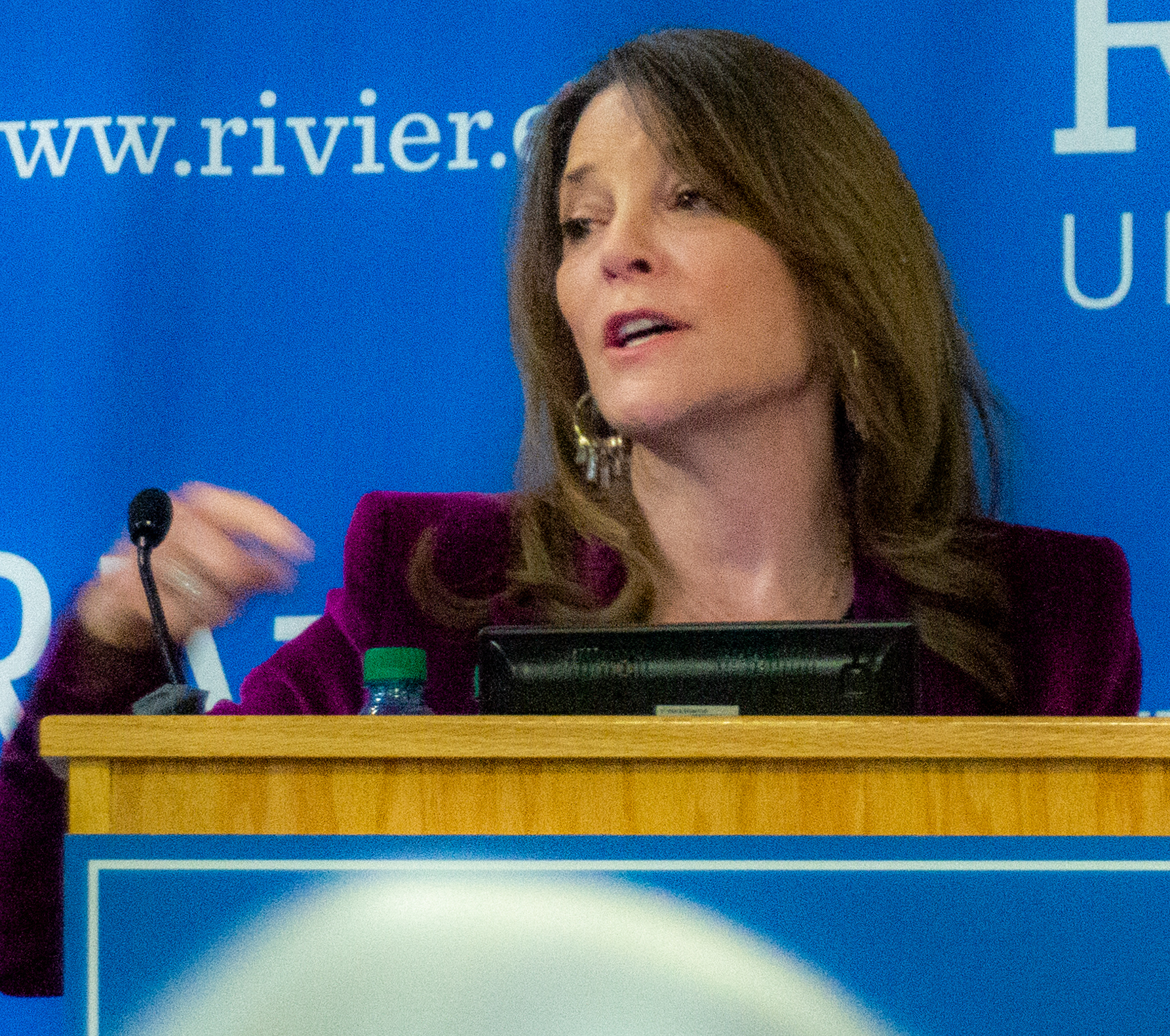
Williamson en New Hampshire en enero de 2019

El 15 de noviembre de 2018, Williamson anunció que estaba formando un comité exploratorio para una candidatura presidencial. El 28 de enero de 2019, formalmente declaró su candidatura para la nominación demócrata.
El 9 de mayo de 2019, la campaña de Williamson anunció que había recibido donaciones de la campaña de 65,000 donantes únicos, lo que la calificaría para los primeros dos debates demócratas, a menos que al menos otros 20 candidatos voten por encima del 1% de apoyo y ella no.

#### Posiciones políticas
Mientras enfatiza que la política necesita más que remedios externos, Williamson ha declarado que está de acuerdo con muchas de las posiciones de Bernie Sanders y Elizabeth Warren. Estos incluyen Medicare para todos y un salario mínimo de USD $15 . También ha hablado favorablemente de la legislación Glass-Steagall.

#### Reconciliación racial
Williamson ha sido una defensora pública de la justicia racial y las relaciones raciales. Ella es conocida por liderar las disculpas públicas por la esclavitud y ha alentado a pagar reparaciones por la esclavitud. También ha trabajado para apoyar la reforma del sistema de justicia penal.

#### Cambio climático
El anuncio de la campaña de Williamson incluyó la línea "hablemos de lo que realmente significaría combatir el cambio climático". Más tarde expresó su apoyo al Green New Deal. Entre sus objetivos se encuentran ingresar a los Estados Unidos nuevamente en el Acuerdo Climático de París y reformar la Agencia de Protección Ambiental. A fines de 2018, participó en una mesa redonda sobre el medio ambiente con Gary Hirshberg.

#### Política exterior
Williamson ha sido toda la vida una activista contra la guerra. Ella ha condenado la intervención dirigida por Arabia Saudita en Yemen y estaría a favor de que se venda a los saudíes un embargo de armas estadounidenses. También ha declarado que Estados Unidos debe ser un "agente honesto" en el conflicto israelí-palestino. En un período de preguntas, Williamson expresó incertidumbre sobre si terminar con la participación estadounidense en Afganistán, sopesando su obligación para con las tropas contra la necesidad de liberar a las mujeres afganas de los talibanes.

## Vida personal
Williamson estuvo brevemente casada. En 1990, ella dio a luz a una hija, India Emma.